# Broughtonia
Die Pflanzengattung Broughtonia gehört zur Familie der Orchideen (Orchidaceae). Die etwa sechs Pflanzenarten kommen auf verschiedenen Karibischen Inseln vor. Die relativ kleinen Pflanzen wachsen epiphytisch. Sie werden gelegentlich kultiviert, und besonders mit Broughtonia sanguinea wurden zahlreiche Hybriden gezüchtet.

## Beschreibung

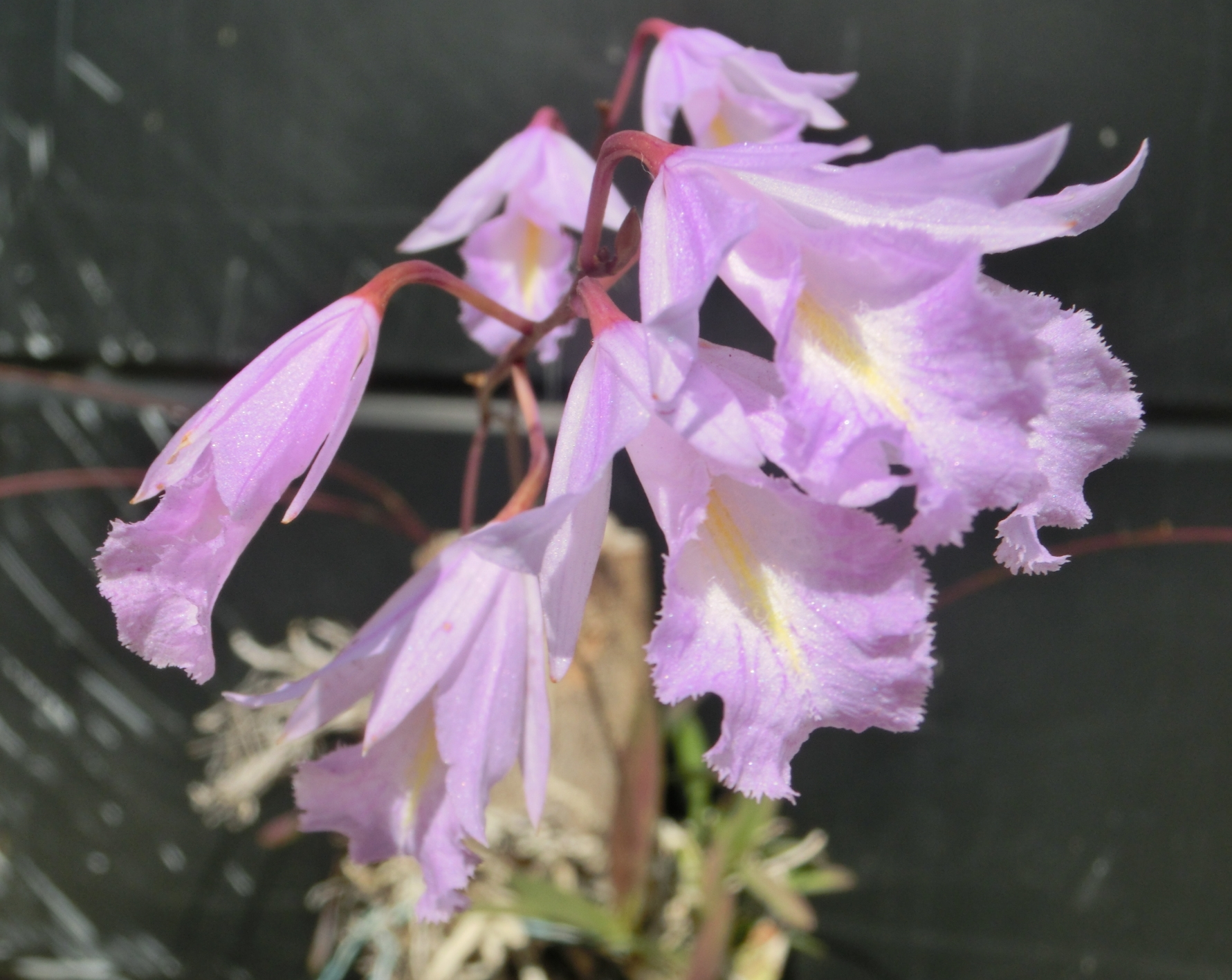
Broughtonia domingensis

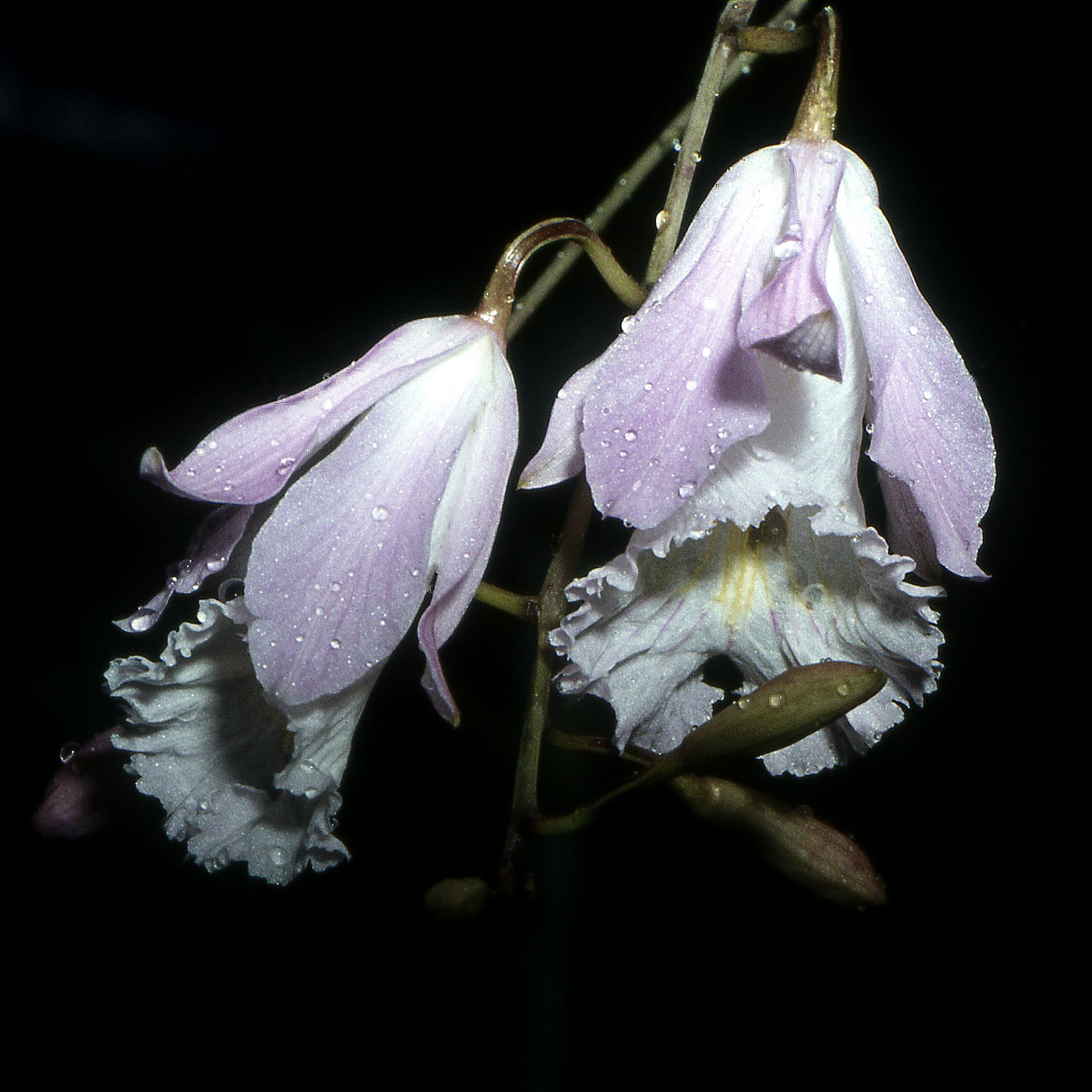
Broughtonia lindenii

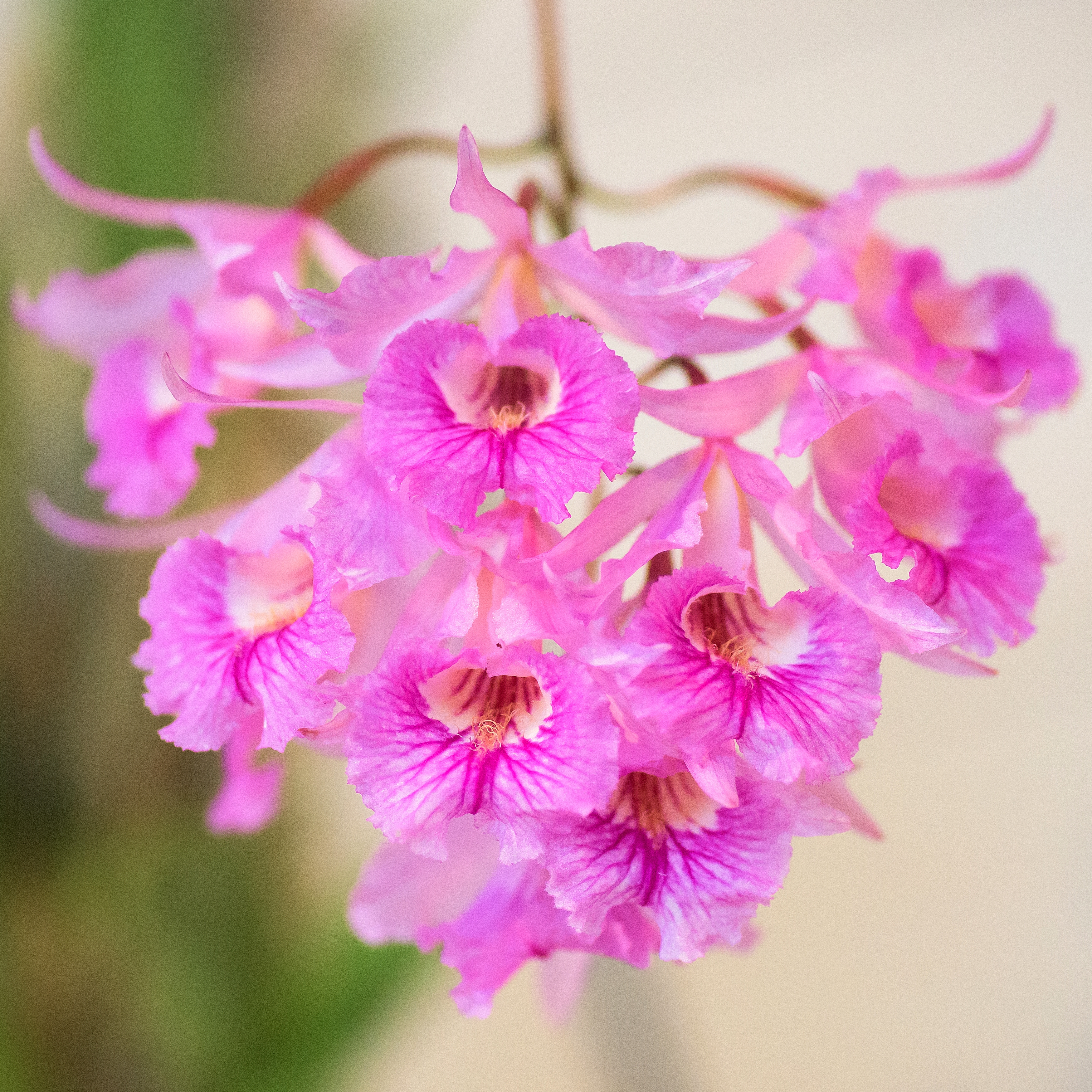
Broughtonia negrilensis

### Vegetative Merkmale
Alle Broughtonia-Arten sind immergrüne, ausdauernde krautige Pflanzen. Aus einem Rhizom entspringen die Wurzeln, die von einem vier bis sechs Zellschichten dicken Velamen umgeben sind. Die Pseudobulben stehen dicht beieinander am Rhizom, sie bestehen aus mehreren Internodien. Pseudobulben und Rhizom sind von trockenen Niederblättern umgeben. Die Laubblätter – je eines oder zwei sind je Pseudobulbe vorhanden – sind oval bis lanzettlich geformt, ledrig bis fleischig und bei einigen Arten am Rand rau gezähnt.

### Generative Merkmale
Der endständige, traubigen oder wenig verzweigten rispigen Blütenstand überragt die Laubblätter deutlich, er trägt am Ende fünf bis 20 resupinierte Blüten. Die zwittrigen Blüten sind zygomorph und dreizählig. Die Blütenfarbe ist generell rosafarben, die Lippe trägt einen gelben Fleck. Alle Blütenhüllblätter sind frei. Die Sepalen sind lanzettlich. Die Petalen sind deutlich breiter und am Rand etwas gewellt. Die Lippe ist ungelappt oder undeutlich dreilappig, an der Basis nach oben um die Säule gerollt, ansonsten flach ausgebreitet. Der Rand der Lippe ist gewellt und gefältelt, die Spitze manchmal eingezogen. Vom Grund der Lippe bis zur Mitte erstreckt sich ein gelber Fleck sowie ein gelb gefärbter, gekielter Kallus. An der Basis geht die Lippe in ein schlauch- oder sackförmiges Nektarium über, das entweder von außen als Ausbeulung sichtbar ist oder ganz mit dem Fruchtknoten verschmolzen sein kann. Die Säule ist an ihrem Ende seitlich verbreitert, bei einigen Arten zudem an der Basis mit zwei Höckern versehen. Es sind vier gleich große oder acht ungleich große Pollinien vorhanden.
Die Chromosomenzahl beträgt 2n = 40.

## Standorte
Broughtonia-Arten wachsen epiphytisch in trockenen Wäldern, Dorngebüsch und Kakteen-Gesellschaften, manchmal auch an feuchteren Stellen. Die Standorte liegen meist in voller Sonne.

## Systematik, Botanische Geschichte und Verbreitung
Robert Brown stellte 1813 die Gattung Broughtonia in W. T. Aiton: Hortus Kewensis, 2. Auflage, Teil 5, Seite 217
auf. Er wollte damit wahrscheinlich den englischen Arzt und Botaniker Arthur Broughton (ca. 1758 – 1796) ehren.
Typusart ist Broughtonia sanguinea. Diese war schon vorher von Olof Peter Swartz als Epidendrum sanguineum beschrieben worden. Die Gattung Laeliopsis wurde 1853 durch John Lindley aufgestellt, und Cattleyopsis ebenfalls 1853 durch Lemaire. Alle sechs Arten sind einmal oder mehrmals zwischen diesen drei Gattungen hin- und hergeschoben worden.
Die Gattung Broughtonia wird in die Untertribus Laeliinae eingeordnet. Nahe verwandt sind die Gattungen Psychilis, Quisqueya und Tetramicra. Obwohl Broughtonia nur sechs Arten umfasst, werden diese von manchen Autoren auf drei Gattungen aufgeteilt. Jede dieser drei Gattungen ist für sich monophyletisch und besiedelt ein geographisch abgrenzbares Gebiet, der Zusammenschluss aller drei Gattungen allerdings auch.

### Arten ihre Verbreitung
Die Arten besiedeln verschiedene Karibik-Inseln: Kuba, die Bahamas, Jamaika, Hispaniola, Mona Island und Puerto Rico. 
Es gibt etwa sechs Arten:
- Broughtonia cubensis (Lindl.) Cogn.: Dieser Endemit kommt nur im westlichen Kuba vor.[4]
- Broughtonia domingensis (Lindl.) Rolfe: Sie kommt auf Hispaniola, Mona Island sowie Puerto Rico vor.[4]
- Broughtonia lindenii (Lindl.) Dressler Sie kommt auf Kuba und den Bahamas vor.[4]
- Broughtonia negrilensis Fowlie: Sie kommt nur auf Jamaika vor.[4]
- Broughtonia ortgesiana (Rchb. f.) Dressler: Sie kommt nur auf Kuba vor.[4]
- Broughtonia sanguinea (Sw.) R.Br.: Sie kommt nur auf Jamaika vor.[4]

Es gibt etwa zwei Naturhybriden:
- Die Naturhybride Broughtonia ×guanahacabibensis Múj.Benítez, E.González & J.M.Díaz aus Broughtonia cubensis × Broughtonia ortgiesiana.  kommt in Kuba vor.[4]
- Die Naturhybride Broughtonia ×jamaicensis Sauleda & R.M.Adams aus Broughtonia negrilensis × Broughtonia sanguinea kommt auf Jamaika vor.[4]

Es gibt Hybriden zwischen Broughtonia domingensis und Psychilis olivacea.

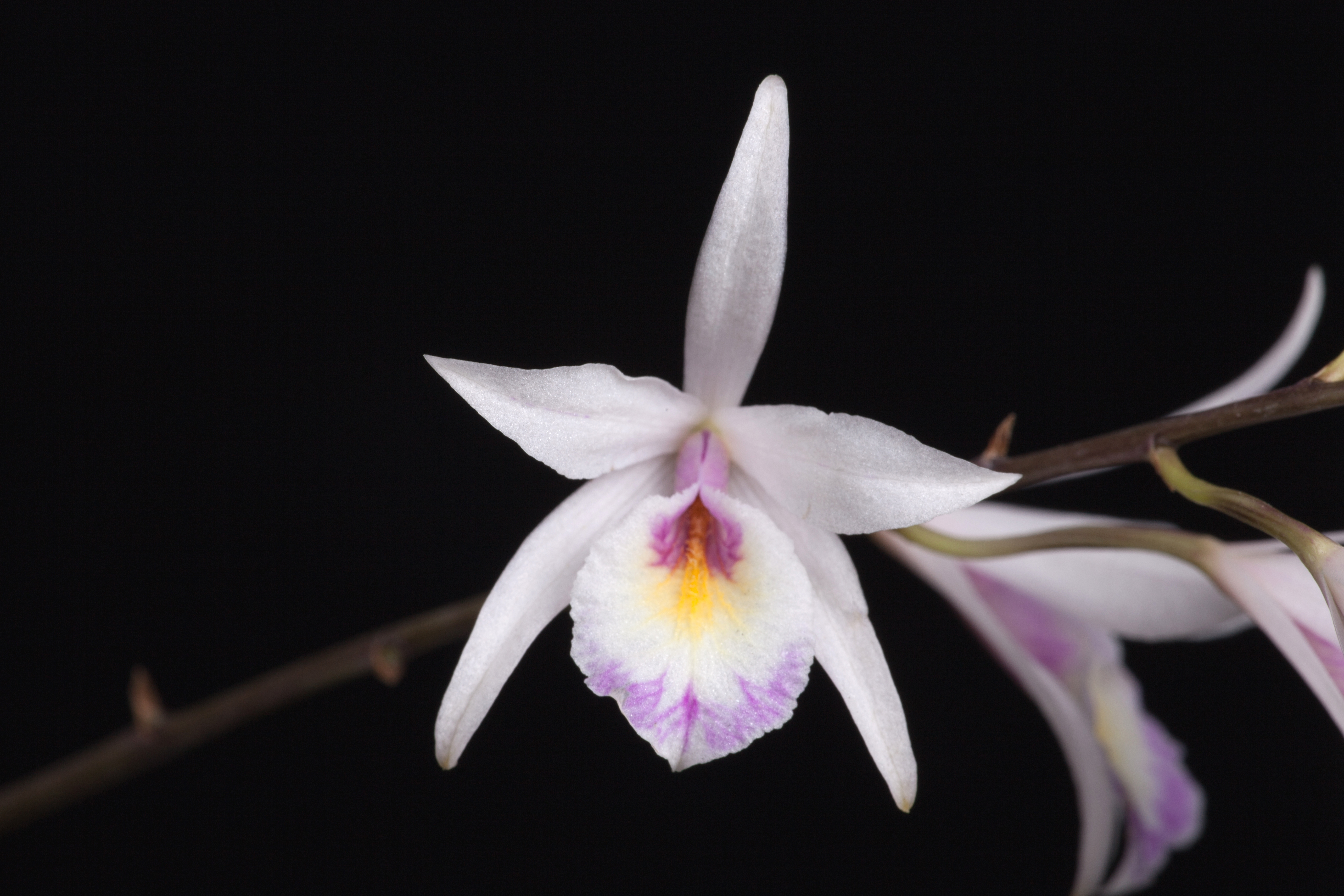
Sorte Broughtonia cubensis ‘Soroa’

## Kultur
Sowohl die Arten sind in Kultur zu finden als auch zahlreiche Hybriden mit verwandten Gattungen. Besonders Broughtonia sanguinea wurde zu Züchtungszwecken verwendet. Die Broughtonia-Arten vererben eine Reihe von erwünschten Eigenschaften wie intensive Blütenfarbe und flache, runde Blüten. Sie benötigen in Kultur viel Licht und Wärme und sind empfindlich, wenn sie nach dem Wässern nicht schnell abtrocknen.